# Sten-Åke Cederhök

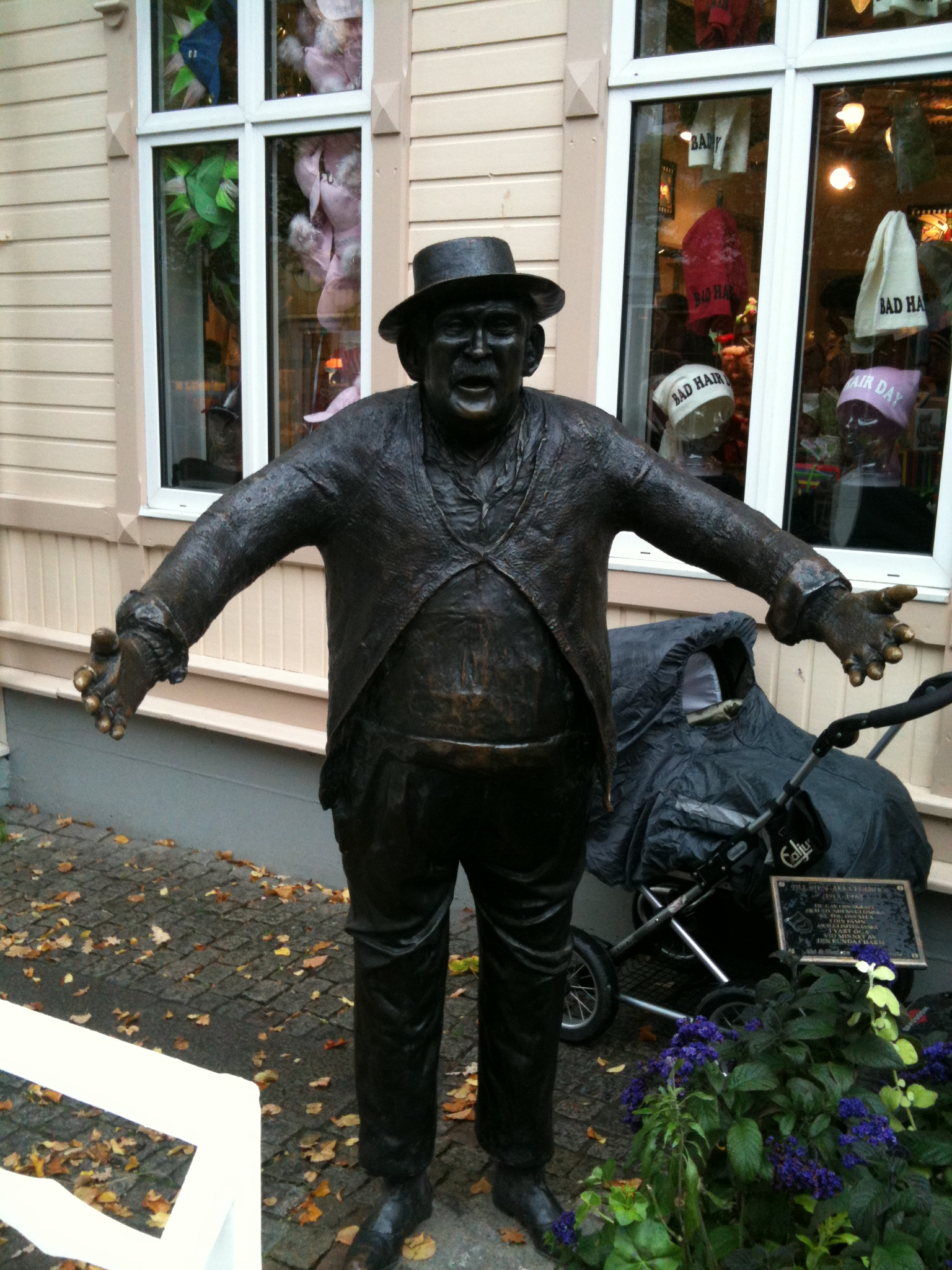
Estatua de Sten-Åke Cederhök en el Parque Liseberg, en Gotemburgo

Sten-Åke Cederhök (30 de enero de 1913 - 14 de enero de 1990) fue un artista de revista, humorista y actor de nacionalidad sueca.

## Biografía
Su verdadero nombre era Sten-Åke Carlsson, y nació en el municipio de Gislaved, Suecia, aunque a los pocos meses de edad ya vivía en Gotemburgo. Debutó en el Folkets Park de Alingsås en 1929 con el espectáculo När Smes-Erik och Pigg-Jan fick Amerikafrämmat. En 1935 consiguió trabajo en Svaneholm y se estableció en Fritsla, donde participó en espectáculos en una sala de baile local.
Durante siete años estuvo ocupado en una planta de tratamiento de metales de la empresa SKF, siendo después inspector del Servicio Público de Empleo (Arbetsförmedlingen), empleo que mantuvo hasta 1970. Sin embargo, al mismo tiempo escribía y actuaba en diferentes espectáculos de revista. Así, en los años 1940 participaba en shows en el Hagateatern de Gotemburgo, adquiriendo una gran popularidad en el mundo del espectáculo de la ciudad.
En 1958 se hizo cargo de las revistas Veckans Revy representadas en el Parque Liseberg, en las cuales trabajó 25 años. Sin embargo, la mayor fama de Cederhök llegó gracias a la televisión, siendo conocido del público sueco gracias a la serie Jubel i busken, emitida en 1968. Posteriormente actuó en la serie Låt hjärtat va me, que también fue un gran éxito. Además, participó en revistas con Hagge Geigert en el Lisebergsteatern en 1971, redactó columnas de humor en la prensa semanal, encarnó a un policía en dos filmes sobre el personaje Anderssonskans Kalle, y actuó en las series televisivas Ett köpmanshus i skärgården y Skärgårdsflirt.
En 1974 llegó su siguiente éxito televisivo, la serie de larga trayectoria Albert och Herbert, que protagonizaban él y Tomas von Brömssen en los papeles de padre e hijo, respectivamente. Albert och Herbert también fue adaptada a los escenarios, y fueron protagonistas del calendario de Adviento de Sveriges Television en el año 1982. Otro hito en su carrera fue el papel de Sitting Bull en el musical Annie Get Your Gun, representado en el Scandinavium de Gotemburgo en el año 1974. También viajó en gira con una adaptación de Baldevins Bröllop en 1979, obra también representada en el Lisebergsteatern en 1988.
En el año 1985 encarnó al criado en la obra teatral de Molière Don Juan, que se representó en el Parkteater de Estocolmo. Otras actuaciones en sus últimos años llegaron con las producciones televisivas Sista föreställningen (1986), Sparvöga (1989) y Vildanden (1989), adaptación de Bo Widerberg de la obra de Henrik Ibsen.
La última actuación de Cederhök tuvo lugar en Liseberg el 20 de agosto de 1989 frente a un público compuesto por 18.000 personas.
Sten-Åke Cederhök falleció en Gotemburgo en el año 1990, siendo enterrado en el Cementerio Kvastekulla griftegård.

## Filmografía (selección)

### Actor
- 1966 : Blå gatan (TV)
- 1968-1975 : Jubel i busken (TV)
- 1969-1971 : Låt hjärtat va me (TV)
- 1972 : Anderssonskans Kalle
- 1972 : Skärgårdsflirt (TV)
- 1973 : Ett köpmanshus i skärgården (TV)
- 1973 : Anderssonskans Kalle i busform
- 1974-1979 : Albert & Herbert (TV)
- 1974 : Rulle på Rullseröd (TV)
- 1976 : Predikare-Lena (TV)
- 1976 : Fleksnes fataliteter (TV)
- 1982 : Albert & Herberts Julkalender (TV)
- 1986 : Sista föreställningen (TV)
- 1988 : Enkel resa
- 1989 : Vildanden (TV)
- 1989 : Sparvöga (TV)

### Guionista
- 1982 : Alberts och Herberts jul (TV)

## Teatro
- 1974 : Annie Get Your Gun, de Irving Berlin, Dorothy Fields y Herbert Fields, dirección de Åke Falck, Scandinavium[3]

## Discografía

### DVD
- 2004 : Det bästa med Sten-Åke Cederhök. Panvision.
- 2007 : Allt med Albert och Herbert. Panvision.
- 2016 : Det bästa med Cederhök. Majeng Media AB

### Discos LP
- 1969 : Jubel i busken. Ur TV-serien "Låt hjärtat va' me'". Philips PY 842568 ; Lågprisutgåva Sonora 6394068.
- 1971 : Kal å Ada jubilerar. PEP Records PLP 10.001.
- 1971 : Mera Jubel i busken. Ur nya TV-serien "Låt hjärtat va' me'". Philips 6316007 ; Lågprisutgåva Sonora 6394069.
- 1973 : Jubel i busken 3. Ur tredje TV-serien. Philips 6316030 ; Lågprisutgåva Sonora 6394080.
- 1974 : Cederhökare. [Samlingsutgåva med återutgivningar.] Philips 6316046 ; Lågprisutgåva Sonora 6394081.
- 1982 : Jubel i väst. Sten-Åke Cederhök 25 år på Liseberg. Philips 6362107.
- 1982 : Albert & Herbert. Philips 6362111.
- 1983 : Sten-Åkes julkalas med Tjuslings trio. Musik på väg Mpvslp 103.
- 2010 : Sten-Åke Cederhök - "Ni får ta mig precis som jag är". Universal 06025275756-0(CD-skiva)

## Libros
- Cederhök, Sten-Åke; Brömssen, Tomas von (1987).  Tre böcker, ed. Döden dansar på Polketten (en sueco). Gotemburgo. ISBN 91-85414-39-5.
- Cederhök, Sten-Åke; Gillis Lars (1984).  Tre böcker, ed. Peter Bly (en sueco). Gotemburgo. ISBN 91-85414-31-X.
- Cederhök, Sten-Åke; Gillis Lars (1988).  Tre böcker, ed. Smutsiga diamanter (en sueco). Gotemburgo. ISBN 91-85414-88-3.
- Cederhök, Sten-Åke (1977).  Jubel i busken, ed. Sten-Åke Cederhök tittar tillbaka: 1957-1977 : tjugo år med tjo och tjim på veckans revy, Liseberg : [jubileumsprogram] (en sueco). Gotemburgo.
- Cederhök, Sten-Åke (1988).  Tre böcker, ed. Teaterminnen (en sueco). Gotemburgo. ISBN 91-85414-99-9.
- Cederhök Sten-Åke (1974).  Winther, ed. Jubel från busken: Sten-Åke Cederhöks allra bästa (en sueco). Estocolmo. ISBN 91-7358-004-X.
- Cederhök Sten-Åke (1977).  Atlantic, ed. Mera jubel i busken (en sueco). Bromma. ISBN 91-7524-000-9.